# Стогній Анатолій Олександрович
Анатолій Олександрович Стогній (1 червня 1932, станція Чистякове, Донецька область — 2 лютого 2007, Київ) — український кібернетик, доктор фізико-математичних наук, професор.

## Біографія
Народився 1 червня 1932 року на станції Чистякове (тепер місто Чистякове) Донецької області.
Закінчив Київський університет.
З 1962 року — заступник директора з наукової роботи Інституту кібернетики АН УРСР.
На початку 1990-х років обраний директором Інституту прикладної інформатики (м. Київ).

Могила Анатолія Стогнія

Помер 2 лютого 2007 року. Похований у Києві на Байковому кладовищі (ділянка № 33).

## Наукова діяльність
А. О. Стогній — автор наукових праць із математичного забезпечення ЕОМ, автоматизованої обробки даних. Брав участь у розробці машини для інженерних розрахунків «МИР-1» (1965), у розробці технічного проєкту ЕОМ «Україна» (1965).
Член-кореспондент Національної академії наук України (з 1976 року), АН СРСР (з 1984 року), Російської академії наук (з 1991 року).
Почесний член Малої Академії наук Криму. Член Експертної Ради загальноукраїнського конкурсу інноваційних технологій «Ідеї — в життя!». Президент Фонду Глушкова.

## Літературна діяльність
Автор науково-фантастичного оповідання "Аварія «Срібної стріли» (1969).
У співавторстві з Ігорем Росоховатським написав науково-популярні книжки «КД — кібернетичний двійник» (1975) і «Двійник конструктора Васильченка» (1979).

## Нагороди
- Державна премія СРСР (1968).
- Премія НАН України імені В. М. Глушкова